# Estêvão Lopes Morago
Estêvão Lopes Morago (ca. 1575 - na 1630) is een Portugees componist. Hij werd in Spanje geboren. Na zijn studie onder Filipe de Magelhães in Evóra werd hij maestro di capilla aan de kathedraal van Viseu in 1599. Hij werd priester in 1605.
Lopes Morago probeerde zijn muziek te laten uitgeven in druk, maar was daarin niet succesvol. Zijn gaudete cum laetitia benadrukt de vreugdevolle tekst met snelle loopjes op het woord gaudete die door alle stemmen herhaald worden. Daarna volgt ter contrast een gedeelte met een rijke textuur van akkoorden en harmonische verschuivingen. Ook zijn laetentur coeli, ditmaal vijfstemmig, begint met uitgebreide herhalingen maar eindigt in een dramatische herhaling van quia Dominus noster veniet ingesloten in parallelle deciemen. Hij maakt gebruik van milde vormen van chromatiek met verminderde en vermeerderde kwinten.
- Biblioteca Nacional de España: XX904398
- Bibliothèque nationale de France: cb13966343x (data)
- Gemeinsame Normdatei: 1089383371
- International Standard Name Identifier: 0000 0000 8169 3216
- Library of Congress Control Number: n81067990
- MusicBrainz: ae8a238e-e650-4f23-925c-0c678238bc5b
- Nationale Bibliotheek van Israël: 987007282829505171
- Nederlandse Thesaurus van Auteursnamen: 157998215
- Virtual International Authority File: 99368665
- WorldCat: E39PBJmtCVhc3VbBvfWXTyCqQq